# زلزال وسط المكسيك 2017
وقع زلزال بويبلا في الساعة 13:14 بتوقيت المنطقة الزمنية الوسطى (18:14 بالتوقيت العالمي المنسق) في 19 سبتمبر 2017 على بعد 55 كم تقريباً من جنوب مدينة بويبلا. تسبب الزلزال في أضرار في ولايات مكسيكية عدة شملت: بويبلا وموريلوس ومنطقة مكسيكو الكبرى، شملت الأضرار انهيار أكثر من عشرين مبنى. قُتل جراء الزلزال ما لا يقل عن 310  شخصاً. 273 من الضحايا كانوا في المناطق المحيطة بمكسيكو سيتي، وأصيب أكثر من 4,600 شخص.
وقع الزلزال في الذكرى الـ 32 لزلزال مدينة مكسيكو 1985 الذي أسفر عن مصرع حوالي 10 آلاف شخص، أقيم ذكرى زلزال عام 1985 بتدريب وطني على مواجهة الزلازل في الساعة 11 صباحًا بالتوقيت المحلي، أي قبل ساعتين من وقوع الزلزال. جاء الزلزال بعد زلزال كبير قبالة ساحل ولاية تشياباس قبل 12 يوما.

## الزلزال
وفقا لخدمة الزلازل الوطنية في المكسيك، يقع مركز الزلزال 12 كم (7.5 ميل) جنوب شرق أكسوشيابان موريلوس، و120 كم (75 ميل) من مكسيكو سيتي. تم قياس الزلزال عند مستوى 7.1، ووقع في الساعة 13:14:40 بتوقيت منطقة زمنية وسطى، على عمق 51 كم (32 ميل). أبلغ الماسح الجيولوجي الأمريكي عن قياس زلزال بشدة ثماني درجات على مقياس ميركالي المعدل.

## معرض صور

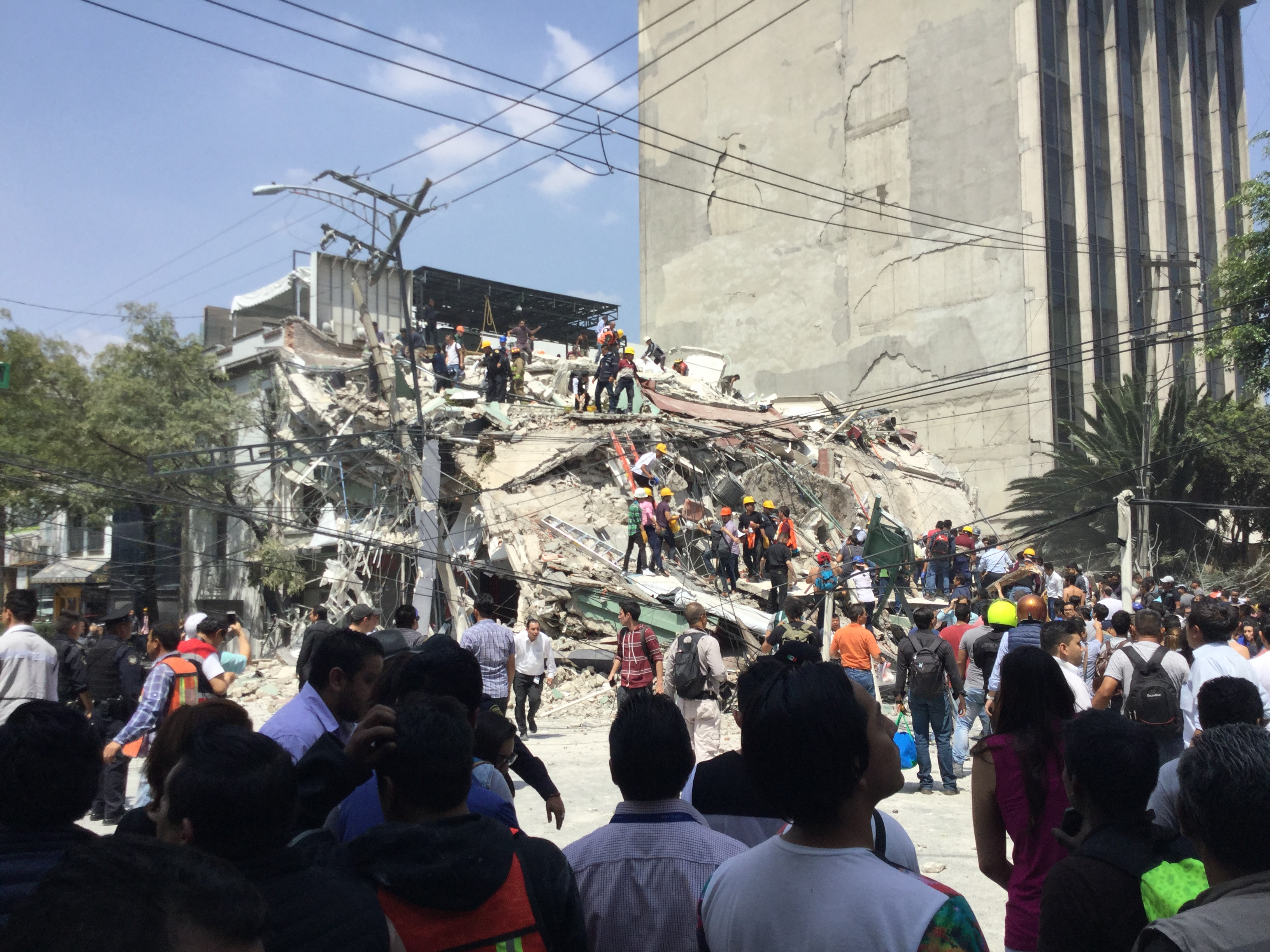
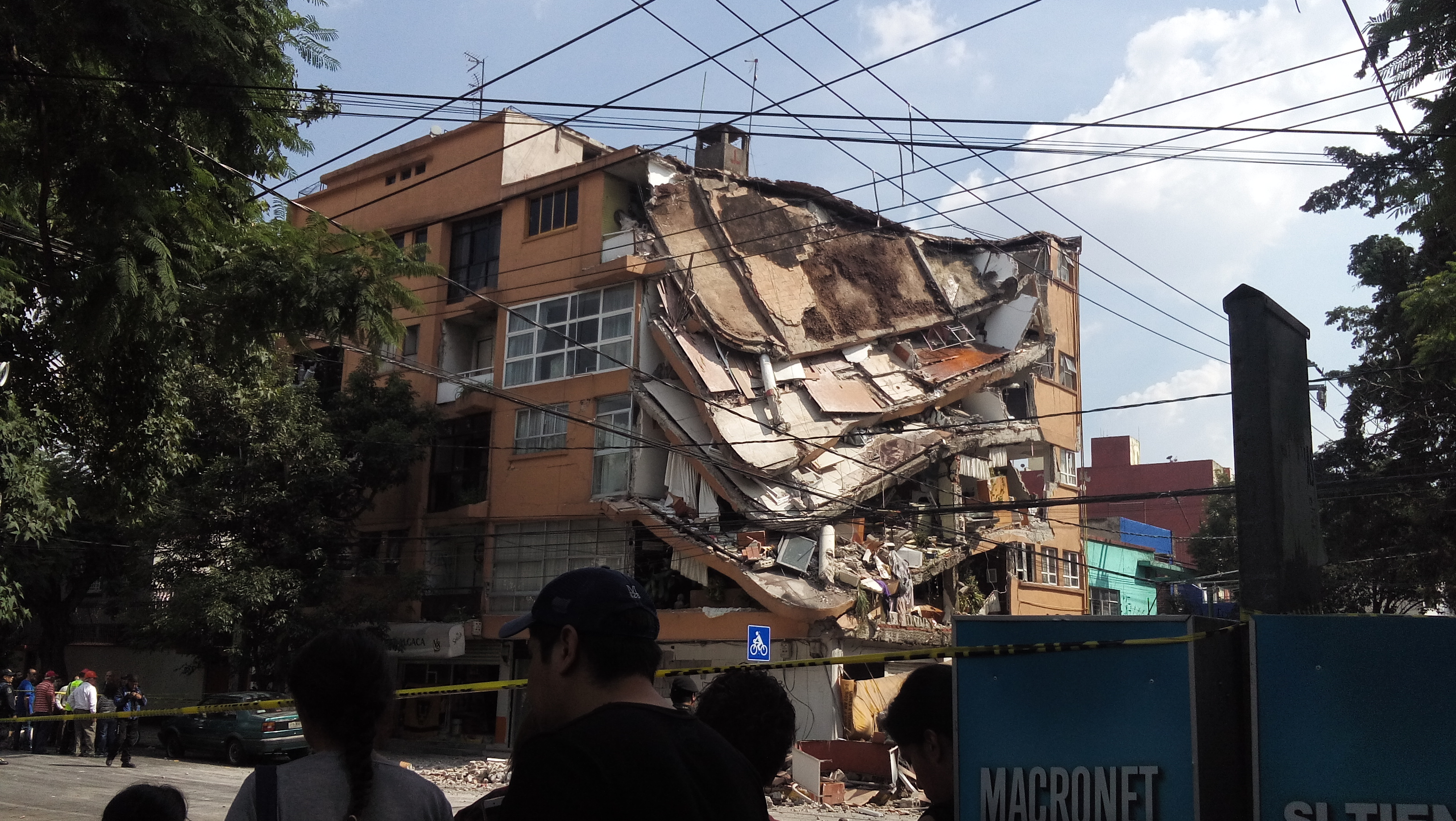
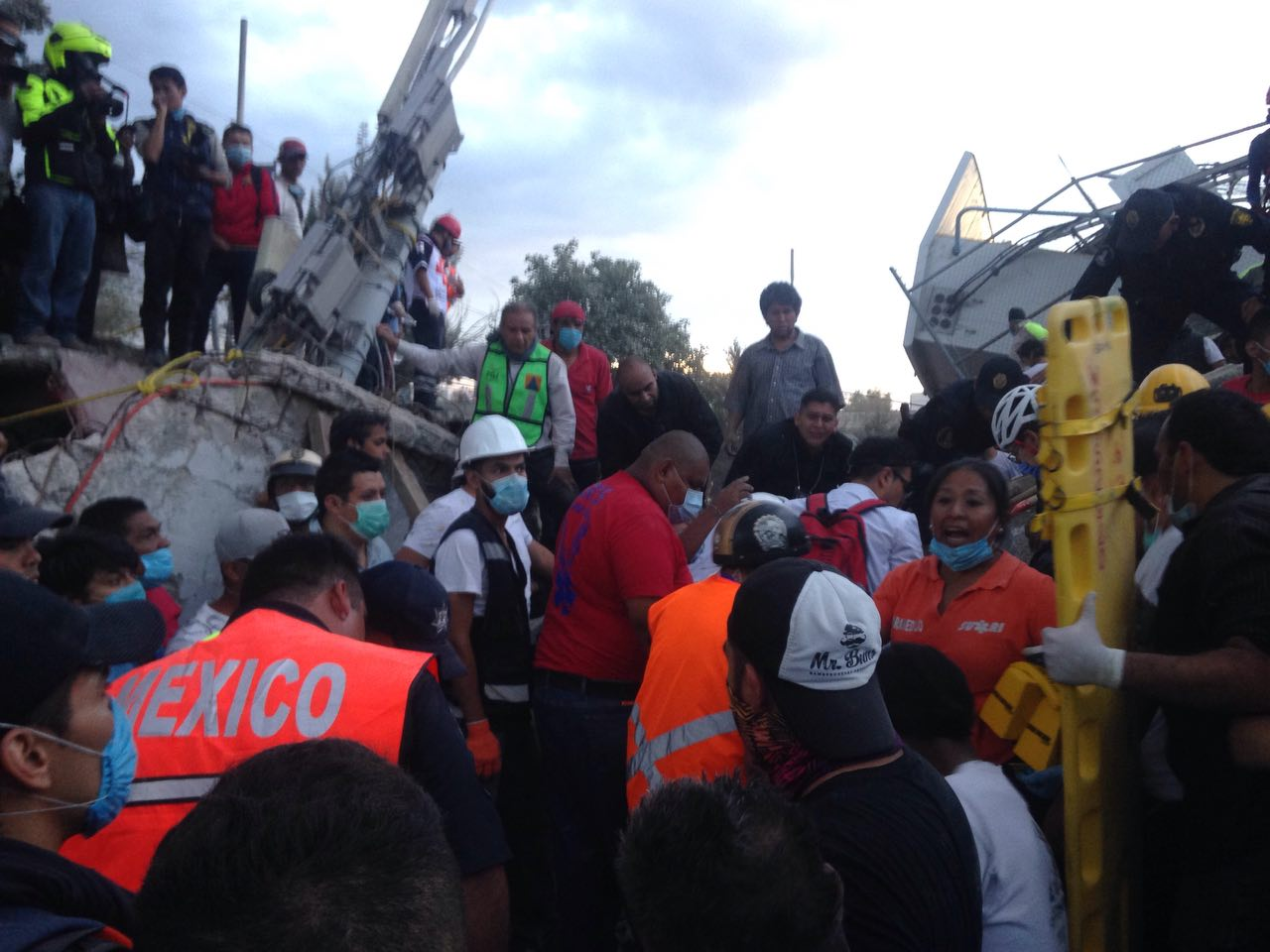
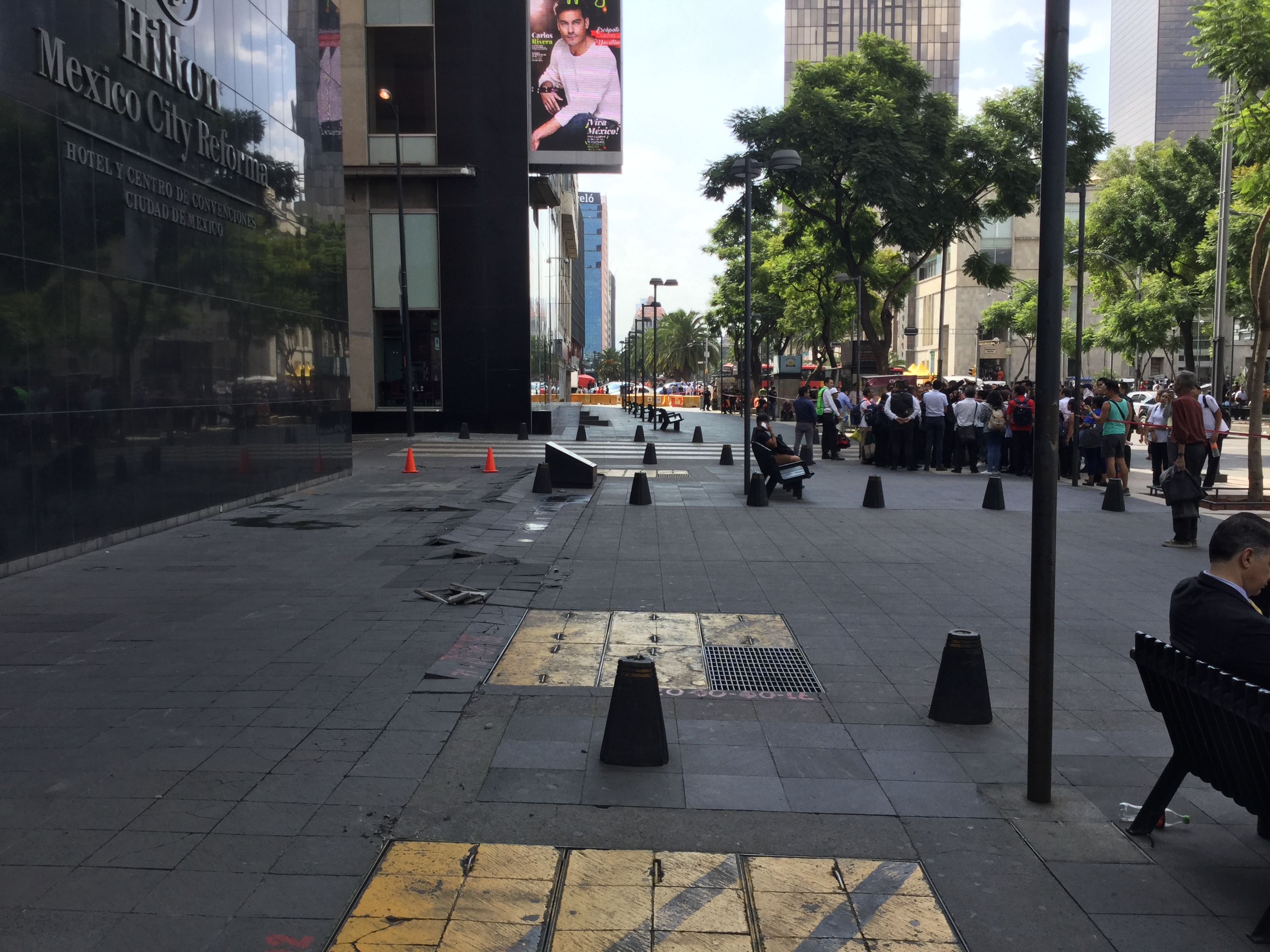
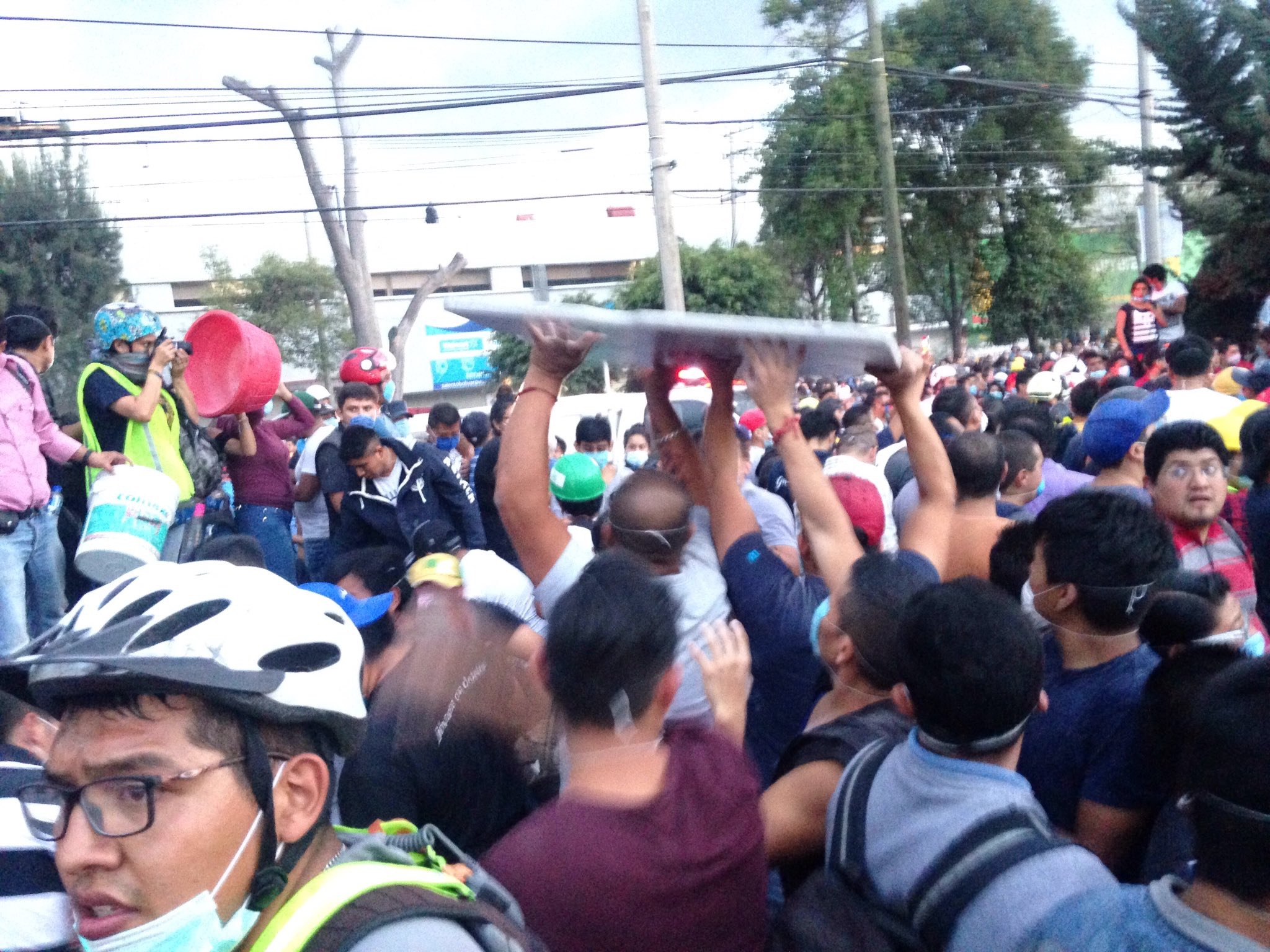
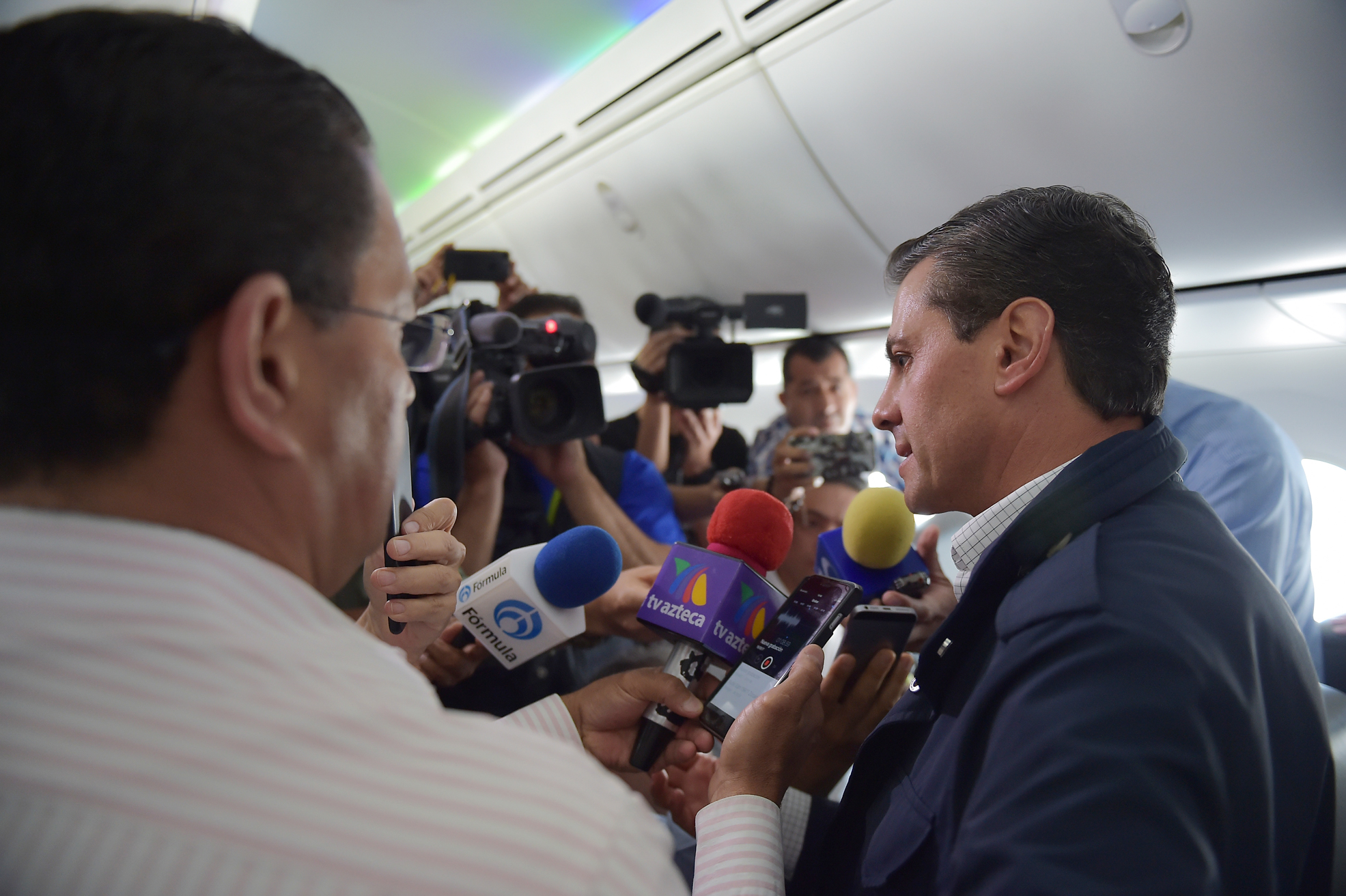

## الوفيات
| الولايات      | الوفيات | المرجع |
| ------------- | ------- | ------ |
| ولاية غيريرو  | 4       | [ 11 ] |
| ولاية موريلوس | 71      | [ 11 ] |
| ولاية واهاكا  | 1       | [ 11 ] |
| ولاية بويبلا  | 43      | [ 11 ] |
| ولاية مكسيكو  | 12      | [ 11 ] |
| مدينة مكسيكو  | 86      | [ 11 ] |
| المجموع:      | 217     | [ 11 ] |